# Daria Prynko
Daria Prynko (26 agosto 2008) è una nuotatrice artistica ucraina.

## Palmarès
- Europei

Funchal 2025: argento nella gara a squadre (programma tecnico)